# Ребус
Рѐбусът (на латински: rebus, „при помощта на вещи“; форма в аблатив множествено число от res – „вещ“) е загадка, в която разгадаеми думи са дадени във вид на рисунки в съчетание с букви и други знаци..
Представлява дума или израз, кодирани във вид на последователност от рисунки, букви, срички или числа, които при произнасяне на глас трябва да дадат търсеното.
Например числото „100“ с думата „лица“ (или с изображение на човешки лица) може да означава „столица“:
100лица = столица

## Ребусите в хералдиката
Ребусите в хералдиката се използват широко като форма на хералдично изразяване и намек за името на носителя на герба; не е синоним на говорещия герб. Човек може да име ребус като „устройство“ лична идентификация изцяло отделно от гербовника си.
Пример за говорещи гербове са тези на Конгълтън в Чешир, които се състоят от морска змиорка, лъв и бъчва (на англ.: conger eel, lion, tun), които произнесени заедно изричат името на града. Аналогично, гербът на Игнатий Лойола, чийто герб се състои от вълци (на испански: lobo) и гърне (olla), смятано от някои (вероятно погрешно) за ребус на „Лойола“.